# Léman Pass
Léman Pass est la communauté tarifaire transfrontalière entre le canton de Genève et les départements français de l'Ain et de la Haute-Savoie.
Sa mise en place a lieu le 15 décembre 2019 en même temps que le Léman Express et succède aux zones régionales d'Unireso.

## Histoire
Le nouveau système tarifaire rendu nécessaire par le Léman Express, découle de l'« étude de tarification multimodale régionale » (ETMR) lancée en 2015 et doit intégrer en plus des réseaux existant et du Léman Express les lignes LIHSA et les différents réseaux urbains des villes desservies (Évian, Thonon, Valserhône, etc.) avec l'objectif d'un billet unique interopérable sur le SwissPass et la carte OùRA!, tout en garantissant une certaine autonomie tarifaire aux différentes autorités organisatrices concernées. Le nouveau système devrait reposer sur un système zonal simple ou tenant en plus compte du parcours selon la situation. En septembre 2018, il est annoncé que la tarification du Léman Express s'effectue selon la tarification Unireso habituelle entre Genève et Annemasse, et selon les tarifications respectives des CFF de la SNCF, avec une décote, pour les autres liaisons.
Le nouveau système multimodal révélé le 19 juin 2019 se nomme Léman Pass et remplace les anciennes zones régionales d'Unireso — qui ne subsiste que sur sa zone 10, celle dite « tout Genève », avec des tarifs inchangés — autour d'un partenariat entre dix opérateurs avec des zones tarifaires inédites. Les trajets entre Genève et la région de Coppet dépendent désormais de la tarification nationale des CFF ; de même, un trajet entièrement français sur une ligne Léman Express s'effectue selon la tarification TER Auvergne-Rhône-Alpes.

## Fonctionnement

### Gouvernance
Léman Pass est chapeauté par la SARL Gestion communautés tarifaires (GCT), qui chapeaute les deux communautés tarifaires du Grand Genève, et qui est associée pour tout ce qui est gestion administrative aux TPG,.
Ainsi, Léman Pass et Unireso partagent la même équipe de gouvernance.

### Entreprises partenaires
Au 1er janvier 2022, dix entreprises françaises et suisses sont partenaires de Léman Pass :
- Chemins de fer fédéraux suisses (CFF) ;
- Transports publics genevois (TPG) ;
- Société des Mouettes Genevoises Navigation (SMGN) ;
- Transports publics de la région nyonnaise (TPN) ;
- SNCF Mobilités ;
- Transports publics de l'agglomération annemassienne (TP2A) ;
- Régie départementale des transports de l'Ain (RDTA) ;
- Société intercommunale des bus de la région annécienne (SIBRA) ;
- Société des transports de l'agglomération thononaise (STAT) ;
- Transdev Haute-Savoie.

### Zones tarifaires
Autour de la zone 10 dite « tout Genève » d'Unireso qui correspond presque entièrement au canton de Genève, huit nouvelles zones tarifaires sont créées, pour certaines en remplacement de zones Unireso existantes :
- La zone 200 (ex-81), correspondant aux communes de Veigy-Foncenex et de Chens-sur-Léman dans le département de la Haute-Savoie ;
- La zone 210 (ex-82) dite « Tout Annemasse », correspondant à la communauté d'agglomération Annemasse - Les Voirons Agglomération ;
- La zone 230 (ex-84), correspondant à une partie de la communauté de communes du Genevois ;
- Les zones 240 (ex-85) et 250 (ex-87), correspondant à une partie de la communauté d'agglomération du Pays de Gex dans le département de l'Ain ;
- La zone 300 correspond au périmètre des lignes urbaines des Star't et ÉVA'D desservant respectivement Thonon-les-Bains et Évian-les-Bains dans le département de la Haute-Savoie ;
- La zone 380 correspond au réseau de la Société intercommunale des bus de la région annécienne desservant le Grand Annecy dans le département de la Haute-Savoie ;
- La zone 400 correspond au réseau Mobi'Vals desservant Valserhône dans le département de l'Ain.

## Titres de transport
Les billets et les abonnements peuvent être acquis auprès de tous les guichets des compagnies de transports circulant au sein de l'espace Léman Pass, les billets peuvent aussi être acquis auprès de distributeurs automatiques de titres de transports se trouvant dans les stations des différentes lignes ainsi que, pour les TPG, dans les véhicules pour les lignes ne disposant pas de distributeurs aux stations, typiquement les lignes régionales et suburbaines, et par SMS.
Les abonnements utilisent exclusivement deux supports : la carte SwissPass et la carte OùRA!.
La tarification Léman Pass ne s'applique que pour des trajets transfrontaliers (le « parcours »), tout en permettant l'accès aux réseaux de transports urbains ou interurbains partenaires (la « zone ») — les tarifs Unireso zone 10 ou ceux propres aux différents réseaux urbains français continuent d'exister —, le tout selon quatre combinaisons de trajets possibles, où le tarif ou la durée de validité d'un titre varie donc en fonction, :
- un trajet « parcours sec », avec un titre valable 3 heures. Par exemple, entre deux gares du Léman Express sans correspondances avec un autre réseau ;
- un trajet « parcours - zone », avec un titre valable 3 heures. par exemple, départ d'une gare du Léman Express hors zone 10 puis correspondance avec le réseau de Genève ;
- un trajet « zone - parcours - zone », avec un titre valable 3 heures. Par exemple, un trajet entre un arrêt du réseau d'Annecy et un du réseau de Genève avec utilisation du Léman Express ;
- un trajet « zone - zone », avec un titre valable 1 heure 30. Par exemple, entre la zone 210 du réseau d'Annemasse et la zone 10 du réseau de Genève.

Sur certains trajets, il s’avère plus économique de prendre deux titres différents plutôt qu'un titre Léman Pass : sur un trajet entre la gare d'Annecy et la gare de Pont-Céard par exemple, un « parcours sec » reviendra à 23,70 CHF mais en découpant le voyage en deux titres, un titre TER Annecy-Annemasse à 11,70 € soit 12,90 CHF et un titre combiné zone 10 Unireso + zone 210 Léman Pass (trajet Annemasse-Pont Céard) à 4,90 CHF le coût total tombe à 17,80 CHF, voire moins pour les jeunes et les seniors en fonctions des réductions tarifaires.
La Tribune de Genève pointe que les distributeurs ne questionnent pas, au début du moins, les voyageurs sur l'éventuelle possession d'un abonnement zone 10 Unireso ce qui pourrait provoquer des surfacturations pour certains voyageurs.
Chaque trajet a un tarif personnalisé, avec près de 200 000 combinaisons possibles. Des tarifs réduits sont prévus pour les jeunes, mais pas pour les seniors.
Pour les habitants de l'exclave de Céligny et des communes vaudoises de Terre Sainte, les cantons respectifs prennent partiellement en charge les titres de transport vers Genève puisque ces territoires sortent d'Unireso mais sans rejoindre Léman Pass.

### Billets et cartes journalières
Les cartes journalières existent en version 1 et 5 jours tandis que les billets unitaires existent en deux versions : « Léman Pass » pour la plupart des trajets et billet « Léman Pass Multizones » pour les trajet d'une zone à une autre. Les trajets internes à une zone se font selon les tarifs des différents transporteurs ou, pour Genève, de la zone 10 d'Unireso.
Le billet « Saut de puce transfrontalier », non valable sur les trains, permet de faire un trajet de deux arrêts maximum par pays traversé, soit maximum quatre arrêts, sans possibilité de faire une correspondance.
L'accès aux véhicules avec un animal de compagnie ou, pour un trajet en Suisse, avec un vélo — le transport de vélo est gratuit en France — nécessite l'achat d'un billet spécifique ; dans les réseaux urbains, les règles prope à chaque transporteur s'appliquent.

### Abonnements
On distingue deux types d'abonnements : mensuel et annuel (ce dernier pouvant être payé mois par mois pour ceux achetés en France).

### Billet complémentaire
Ces billets, qui remplacement les billets de raccordement Unireso, sont destinés aux personnes possédant un titre de transport valable pour une zone et souhaitant continuer sur une zone supplémentaire, avec une durée de validité de 90 minutes. Le prix varie selon la zone complémentaire choisie : 1,40 €/1,60 CHF pour les zones 240 et 250, 1,60 €/1,90 CHF pour les zones 200, 210 et 230 et 3 CHF/2,70 € pour la zone 10 Unireso.